# (7800) Zhongkeyuan
(7800) Zhongkeyuan ist ein Asteroid des inneren Hauptgürtels, der am 11. März 1996 von Astronomen des Beijing Schmidt CCD Asteroid Program an der Xinglong Station (IAU-Code 327) des Astronomischen Observatoriums Peking entdeckt wurde, die seit 2001 direkt den Nationalen Astronomischen Observatorien der Chinesischen Akademie der Wissenschaften unterstellt ist.
Der Asteroid wurde am 2. Februar 1999 nach der Chinesischen Akademie der Wissenschaften (chinesisch 中國科學院 / 中国科学院, Pinyin Zhōngguó Kēxuéyuàn, englisch Chinese Academy of Sciences) benannt, die im November 1949 gegründet wurde und über zahlreiche Institute in ganz China verfügt. Die Benennung erfolgte anlässlich des 50. Jahrestages der Institution.